# 선아오선
선아오선(중국어 정체자: 深澳線, 병음: Shēn ào xiàn, 한자음: 심오선)은 타이완 신베이시 루이팡 구의 루이팡 역에서 바더우쯔 역에 이르는 타이완 철도 관리국의 철도 노선이다.

## 운행 형태
- 구간차(區間車)

## 차량
- 구간차, 구간쾌차

## 역 목록
| 089 | 루이팡   | 瑞芳   | Ruifang   | 이란 선 |
| 291 | 하이커관 | 海科館 | Haikeguan |         |
| 292 | 바더우쯔 | 八斗子 | Badouzi   |         |

## 같이 보기
- 타이완의 철도
- 타이완 철로관리국